# 水谷伸治郎
水谷 伸治郎（みずたに しんじろう、1932年（昭和7年）1月6日 - ）は、日本の地球科学者。専門は堆積地質学・構造地質学。三重県四日市市生まれ。学位は、理学博士（名古屋大学・1964年）。名古屋大学名誉教授。弟に経済評論家・中京大学名誉教授の水谷研治。

## 経歴
1954年（昭和29年）名古屋大学理学部を卒業し、同地球科学科大学院修士課程へ進学。当時の木村敏雄助教授の影響を受け、堆積地質学を専攻。1956年同博士課程へ進学。松澤勲教授のもとで、構造地質学を専攻。1958年3月同課程中退。
同年4月名古屋大学理学部地球科学科の助手となる。1964年名古屋大学より理学博士の学位を取得。学位論文の題は「中部日本古生層の地殻上部における褶曲構造 」。1968年同助教授、1977年同教授となる。1995年（平成7年）に定年退官し、名誉教授となる。同年4月日本福祉大学情報社会科学部教授となり、2003年同退職。指導学生に高木秀雄早稲田大学教授など。

## 研究業績
大学院生時代に学んだ堆積地質学・構造地質学をベースとし、岐阜県下の美濃帯の堆積岩類などを中心に様々な研究を行った。まずペルム紀砂岩の砂粒の粒径分布を統計数学的に処理することにより、砂岩堆積時の生成条件を知る手がかりが得られることを示した。また珪質岩中のシリカが、非晶質からクリストバル石・石英へと変化する続成作用での反応速度などを、高圧容器を用いた実験などにより考察し、珪質堆積岩の熱史を解析するなどの論文を発表した。その後、堆積層の底面に残っている堆積時の構造から、その堆積物が運ばれてきた流れの方向を知る研究に取り組み、美濃帯での実例を示した。またこの調査の過程で、上麻生礫岩の中の礫の年代を測定し、先カンブリア代の年代が得られたことが注目を浴びた。そしてその当時までの最新のデータに基づき、日本列島の地史を描く斬新なモデルを発表した。また放散虫化石の新種などを記載して放散虫生層序の研究に寄与し，ジュラ紀の美濃帯で取り纏めを行った。また、それまで多くの年代測定で用いたRb-Sr アイソクロン年代法について、何故この手法で年代を知ることができるかについて、その原理を詳細に分析した。後年米国在住の地球科学者都城秋穂に私淑し，彼の唱える科学史における革命について論じたこともある。

## 受賞など
- 1988年：「続成作用の研究」で日本地質学会賞受賞。
- 2006年：日本地質学会名誉会員。

## 著書
- 坪井誠太郎・水谷伸治郎・諏訪兼位・都築芳郎（著）：「斜長石光学図表」、岩波書店、1977年。
- 水谷伸治郎・斎藤靖二・勘米良亀齢（著）：「日本の堆積岩」、岩波書店、1987年。ISBN 978-4000057653。
- 勘米良亀齢・鎮西清高・水谷伸治郎（編）：「地球表層の物質と環境 」(地球科学選書)、岩波書店、1991年。ISBN 978-4000078375。